# Beernem
Beernem est une commune néerlandophone de Belgique située en Région flamande dans la province de Flandre-Occidentale, ainsi qu’une localité où siège son administration. La commune compte environ 15 000 habitants et comprend les sections de Beernem, Oedelem et Sint-Joris.

## Géographie
Outre Beernem, la commune est composée des sections d'Oedelem et de Sint-Joris (également appelée Sint-Joris-ten-Distel). Beernem est la plus grande d'entre elles, mais Oedelem compte seulement mille habitants de moins. Sur le territoire d'Oedelem se trouve le petit hameau d'Oostveld (IV). Le centre de Beernem est composé du vieux centre du village au nord du canal Gand-Bruges, et de nouveaux quartiers au sud de ce canal, à proximité de l'autoroute A10/E40.

### Carte

Sections de Beernem et voisines. Les zones en jaune représentent les agglomérations.

### Sections de la commune
| # | Section          | Superf. (km2) | Habitants (2020) | Habitants par km2 | Code INS |
| - | ---------------- | ------------- | ---------------- | ----------------- | -------- |
| 1 | Beernem (I)      | 28,35         | 7 522            | 265               | 31003A   |
| 2 | Oedelem (II)     | 37,54         | 6 365            | 170               | 31003B   |
| 3 | Sint-Joris (III) | 6,53          | 1 929            | 295               | 31003C   |

### Communes limitrophes
- a. Ruiselede (commune de Ruiselede)
- b. Wingene, et hameau de Wildenburg (commune de Wingene)
- c. Hertsberge (commune d'Oostkamp)
- d. Oostkamp, et hameau de Moerbrugge (commune d'Oostkamp)
- e. Assebroek (ville de Bruges)
- f. Sint-Kruis (ville de Bruges)
- g. Sijsele (ville de Damme)
- h. Maldegem (commune de Maldegem)
- i. Knesselare (commune de Knesselare)
- j. Aalter, et hameau Maria-Aalter (commune d'Aalter)

## Héraldique
|  | La commune possède des armoiries qui lui ont été octroyées le 12 avril 1841 et à nouveau le 7 octobre 1986. Elles sont inspirées par les anciennes armoiries des biens de Beernem. La plus ancienne image date d'un rouleau d'armoiries de la région Franc de Bruges datant de 1562. Les armoiries ont ensuite été utilisées sur les sceaux des paroisses locales de Beernem et Walschen. Les ours, traduction française du mot néerlandais « beer », sont un meuble dont le sens n'est pas connu. Dans les albums de 1930 de Coffee Hag, les ours étaient mal interprétés comme des cochons (un cochon mâle est aussi traduit par « beer » en néerlandais). Ces armoiries sont des armes parlantes. Blasonnement : D'azur à trois ours passants d'or ; au chef palé d'argent et de gueules de 6 pièces. Source du blasonnement : Heraldy of the World. |

## Démographie

### Démographie: avant la fusion des communes
- Sources : INS, Rem. : 1831 jusqu'en 1970 = recensements, 1976 = nombre d'habitants au 31 décembre[3].

### Évolution démographique: commune fusionnée
En tenant compte des anciennes communes entraînées dans la fusion de communes de 1977, on peut dresser l'évolution suivante :
- Source : DGS, de 1831 à 1981 = recensements population ; à partir de 1990 = nombre d'habitants chaque 1er janvier[4].

## Patrimoine
Le château de Bulskampveld a été construit à la fin du XIXe siècle. Le château et son parc boisé se situent dans le domaine provincial de Lippensgoed-Bulskampveld.
L'église néogothique Saint-Amand date de 1900.
L'hôtel de ville a été construit dans un style néogothique au début du XIXe siècle.

## Transports
- Gare de Beernem

## Personnalités nées à Beernem
- Jacky Coene (1946-), coureur cycliste ;
- Sven Vanthourenhout (1981), coureur de cyclo-cross.